# Kayabaşı, Mut
Kayabaşı là một xã thuộc huyện Mut, tỉnh Mersin, Thổ Nhĩ Kỳ. Dân số thời điểm năm 2011 là 131 người.